# پل حاج کاظمی
پل حاج کاظمی مربوط به دوره قاجار است و در شهرستان ساوجبلاغ، بخش چندار، روستای جلنگه دار واقع شده و این اثر در تاریخ ۲ بهمن ۱۳۸۲ با شمارهٔ ثبت ۱۰۸۲۳ به‌عنوان یکی از آثار ملی ایران به ثبت رسیده است.